# Енн Пратт
Енн Пратт (англ. Anne Pratt; 5 грудня 1806 — 27 липня 1893) — британська ботанічна та орнітологічна ілюстраторка, письменниця.

## Біографія

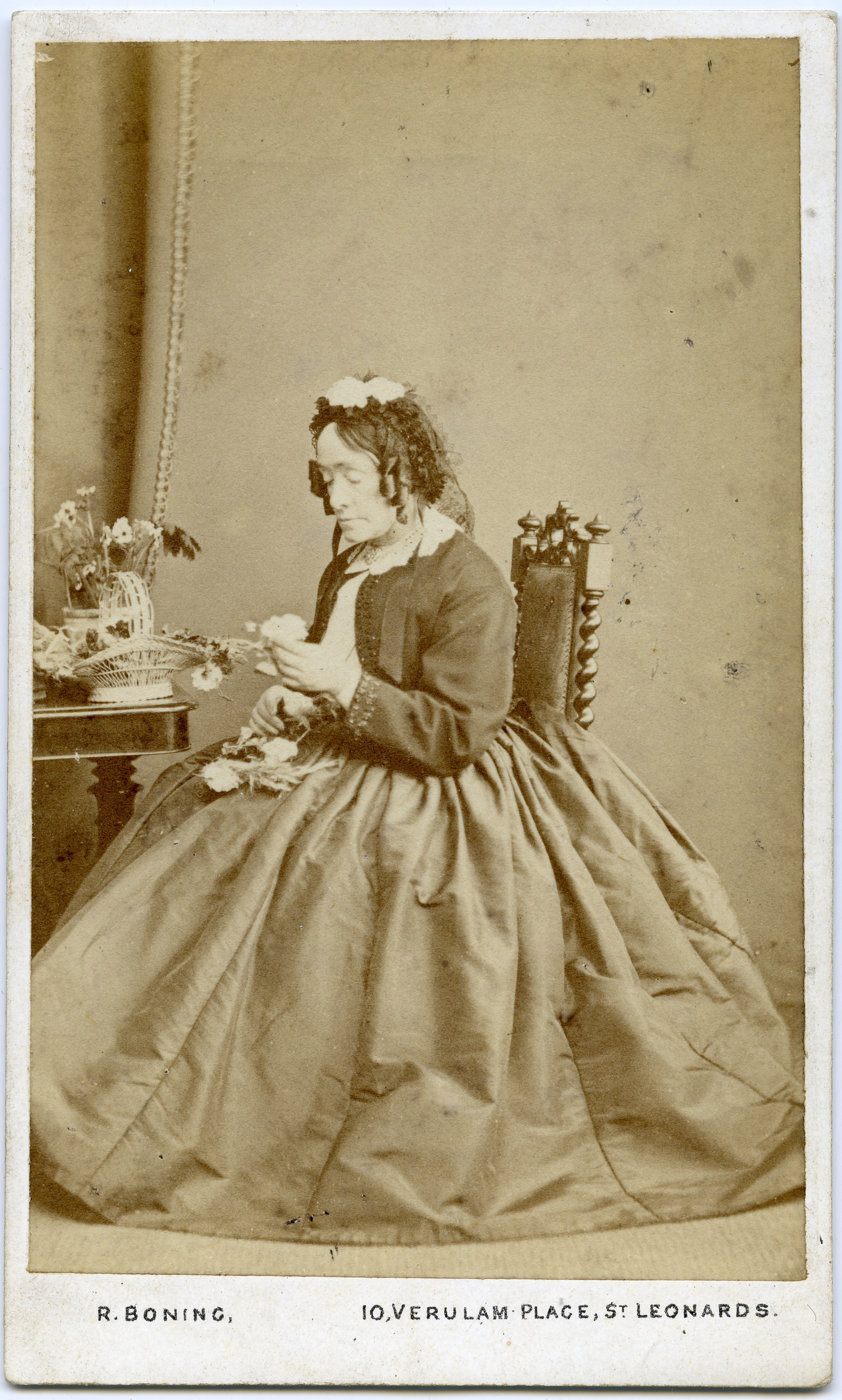
Портрет Енн Пратт, з колекції Королівського садівничого товариства

Енн (також відома як Енні) була другою з трьох дочок Роберта Пратта (1777–1819), бакалійника, та Сари Бандок (1780–1845). Енн Пратт була однією з найвідоміших англійських ботанічних ілюстраторів вікторіанської епохи. Через погане здоров'я (ревматична лихоманка) та пошкоджене коліно, в дитинстві вона не займалася спортом, і її заохочували займатися малюванням. Пратт здобула освіту в Істгейт-Хаусі у Рочестері, і познайомилася з ботанікою, яка вважалася підходящим заняттям для жінок. У 1826 році вона переїхала до Брікстона, Лондон, де розвинула свою кар'єру ілюстраторки. У 1849 році Пратт оселилася в Дуврі та переїхала до Іст-Грінстеда у 1866 році. 15 листопада 1866 року, у віці 60 років, вона вийшла заміж за Джона Перлесса.

## Творчість
Вперше Пратт отримала популярність завдяки книзі Wild Flowers of the Year, (1852–1853), яка була присвячена королеві Вікторії з її згоди. Пратт написала понад 20 книг, які вона ілюструвала хромолітографіями, над якими співпрацювала з Вільямом Діккесом, гравером, який вправно володів мистецтвом хромолітографії. Її роботи були написані в доступному, але точному стилі, що сприяло популяризації ботаніки в її часи. Починаючи з її першої книги Flowers and Their Associations («Квіти та їх асоціації»), її роботи добре продавалися, але вона так і не здобула визнання критиків через буржуазну зневагу до самоучки. 
Найвидатніший твір Пратт —The Flowering Plants, Grasses, Sedges, and Ferns of Great Britain and Their Allies the Club Mosses, Pepperworts, and Horsetails («Квіткові рослини, трави, осоки та папороті Великої Британії та їхні союзники: плауни, перцеві мохи та хвощі»), шеститомний проєкт, що містить описи понад 1500 видів рослин, з 300 ілюстраціями, який був послідовно опублікований між 1855 і 1873 роками. В ілюстраціях було використано різновид хромолітографії для створення кольорових зображень, метод Джорджа Бакстера, що дозволило зробити її роботи доступними для ширшої аудиторії читачів. Ця робота довго використовувалася як стандартний довідник: ілюстрації папоротей в останньому томі продовжували використовуватися аж до другої половини двадцятого століття; вони з'являлися без зазначення авторства, у значно зменшеному розмірі та в півтонах у Observer's Book of British Ferns.
Декілька її робіт зараз доступні у відкритому доступі у Biodiversity Heritage Library.

## Окремі публікації
- The Field, the Garden, and the Woodland, 1838.
- Flowers and their associations, 1840.
- The Pictorial Catechism of Botany. London: Suttaby and Co., 1842.
- The Ferns of Great Britain, c. 1850.
- Wild Flowers, 1852 (2 vols.). Also published as classroom wall hangings.
- Poisonous, Noxious, and Suspected Plants, of our Fields and Woods, 1857.
- The Flowering Plants, Grasses, Sedges, and Ferns of Great Britain and Their Allies the Club Mosses, Pepperworts, and Horsetails. London: Frederick Warne and Co., 1855–1873, 6 vols. (Originally only 5 volumes, published 1855–1866, as The Flowering Plants of Great Britain; the 6th volume, on grasses, sedges, and ferns, was added in 1873).
- Chapters on Common Things of the Sea-side. Society for the Promotion of Christian Knowledge, 1850.
- Our Native Songsters. Society for the Promotion of Christian Knowledge, 1853.
- Haunts of the Wild Flowers. Routledge, Warne and Routledge, 1863.
- The British Grasses and Sedges. Society for the Promotion of Christian Knowledge, 1859.
- The Garden Flowers of the Year. Religious Tract Society, 1846.
- Wild Flowers of The Year. Religious Tract Society, 1846.
- The Excellent Woman as Described in Proverbs 31. Religious Tract Society, 1863.